# Loris lydekkerianus
El loris esbelto gris (Loris lydekkerianus) es una especie de primate estrepsirrino perteneciente a la familia Lorisidae. Se encuentra en India y Sri Lanka, donde habita en bosques secos tropicales y bosques húmedos de baja altitud tropicales o subtropicales. La especie se encuentra amenazada por la pérdida de su hábitat. La especie anteriormente se consideraba una subespecie del loris esbelto rojo (Loris tardigradus), el cual habita solo en Sri Lanka. Esta especie se divide en varias subespecies separadas geográficamente.
Las subespecies de India son:
- Loris lydekkerianus malabaricus - loris esbelto gris de Malabar, hallado en los Ghats occidentales
- Loris lydekkerianus lydekkerianus loris esbelto gris de Mysore, hallado al sur en las planicies de Mysore y Tamil Nadu extendiéndose dentro de los Ghats orientales.[4]

Las subespecies de Sri Lanka son: 
- Loris lydekkerianus nordicus
- Loris lydekkerianus grandis

## Comportamiento
Como los demás loris, son nocturnos y sale de sus escondrijos en el crepúsculo. La especie es principalmente insectívora. Al sudeste de India, la especie se observa con frecuencia en acacias y tamarindos que dominan los bosques o matorrales cercanos a cultivos. Los machos tienen territorios más grandes que las hembras. Normalmente son solitarios y la observación de parejas y grupos es infrecuente. Sin embargo, pueden juntarse en grupos de hasta 6 individuos que incluyen jóvenes de camadas recientes y antiguas. Se comunican mediante vocalizaciones y también usan orina y marcas de olor.